# Nenad Marjanović
Nenad Marjanović, nadimka dr Fric (Pula, 23. rujna 1964.), hrvatski glazbenik, basist punk sastava KUD Idijoti, kolumnist, satiričar i pisac.

## Životopis
Bio je višegodišnjim basistom KUD-a Idijoti, glavni ideolog većine stavova sastava, koji je stvarao sliku kozmopolitskoga sastava s jasnim antifašističkim uvjerenjem. Poznat je po snažnim i javnim kritikama hrvatskih vlasti tijekom devedesetih. Napušta sastav 2000. godine i zapošljava se kao radijski novinar. Nakon odlaska iz KUD-a Idijoti sastav snima još samo jedan album. Uz pomoć kolege Diega Bosusca Ptice pokreće radijske i televizijske emisije u Istri. Pokrenuli su mrežni portal „Regional Express”. Dvije godine pisao je kolumne u dnevnim novinama Glas Istre. Osim glazbene karijere autor je brojnih televizijskih emisija. Trenutno uređuje i vodi emisiju „Sistematski pregled” koja se prikazuje na TV Nova Pula i KanalRI. Objavio je četiri knjige, Ukrudbene pojebnice, Vrajža makina, Život s idi(j)otima i Topnički dnevnici. Dobitnik je nagrade "RockOff 2019" za životno djelo koja je dodijeljena sastavu KUD Idijoti. Autor je nedjeljne satirične kolumne u Glasu Istre „Ordinacija dr Frica”. S kolegom Diegom Bosuscom Pticom 2020.godine otvara Rock galeriju Pula u središtu Pule, radi prikupljanja arhivske građe iz povijesti rock glazbe u Istri te promocije ploča, knjiga, događaja vezanih uz rock i općenito uz glazbu.  

## Diskografija
- Legendarni uživo,  Mc 1986.
- Bolje izdati ploču nego prijatelja,   7" Ep 1987.
- Lutke na koncu,   7" Ep 1987.
- Hočemo cenzuru,   7" Ep 1988.
- Live in Biel,  Mc 1988.
- Bolivia R'n'R,  Lp/Mc 1989.
- Mi smo ovdje samo zbog para,   Lp/Mc 1990.
- Đuro was sold out; Bootleg live /Vhs 1991.
- Glupost je neuništiva,   Lp/Mc 1992.
- Tako je govorio Zaratusta,  Cd/Mc 1993.
- Istra ti materina (Kud idijoti + Gori ussi Winetou),   Cd/Mc 1995.
- Megapunk,   Cd/Mc/Lp 1995.
- Si* Fuck; 7", single collection vol. 1; Cd/Mc 1997.
- Cijena ponosa,  Cd/Mc/Lp 1997.
- Gratis hits live!,   Cd/Mc 1999